# 효고 현립 대학
효고 현립 대학(일본어: 兵庫県立大学, University of Hyogo)은 일본의 공립 대학이다. 대학 본부는 효고현 고베시 니시구에 위치하고 있다.

## 연혁
효고 현립 대학은 2004년에 고베 상과대학(神戶商科大學), 히메지 공업대학(姬路工業大學)과 효고 현립 간호대학(兵庫縣立看護大學)을 통합시켜서 설치되었다.

### 고베 상과대학

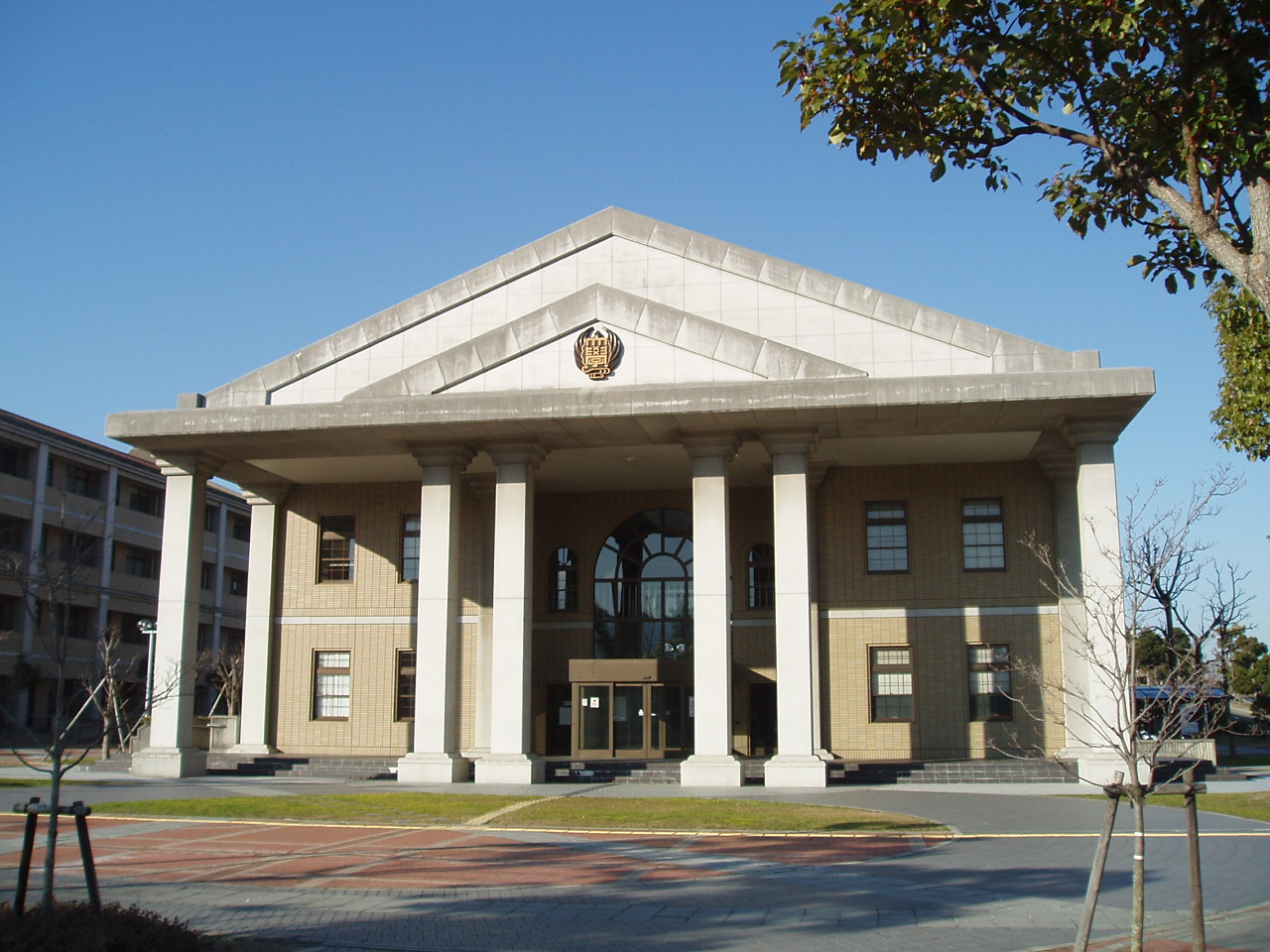
고베 학원도시 캠퍼스

고베 상업대학(현 고베 대학)이 아닙니다.
- 1929년 효고 현립 고베 고등 상업학교(兵庫縣立神戶高等商業學校) 창설.
- 1944년 효고 현립 고베 경제 전문학교(兵庫縣立神戶經濟專門學校)로 개칭.
- 1948년 신제(新制) 고베 상과대학으로 승격. 상경(商經)학부를 설치.
- 1950년 경제 연구소를 설치.
- 1990년 현 고베 학원도시(神戶學園都市)캠퍼스에 이전.
- 2004년 효고 현립 대학 경제학부/경영학부가 됨.

### 히메지 공업대학
- 1944년 1월 고베시 나가타구(長田區)에 효고 현립 고등 공업학교(兵庫縣立高等工業學校) 창설.
  - 4월, 효고 현립 공업 전문학교(兵庫縣立工業專門學校)로 개칭.
- 1945년 제2차 세계대전에 인해 파괴됨.
- 1946년 히메지시에 이전.
- 1949년 신제(新制) 히메지 공업대학으로 승격.
- 1970년 현 히메지 쇼샤(姬路書寫)캠퍼스에 이전.
- 1990년 이학부를 설치.
- 1998년 히메지 단기대학(姬路短期大學)을 통합. 환경 인간학부를 설치.
- 2004년 효고 현립 대학 공학부/이학부/환경 인간학부가 됨.

### 효고 현립 간호대학
- 1993년 아카시시(明石市)에 효고 현립 간호대학 창설.
- 2004년 효고 현립 대학 간호학부가 됨.

### 효고 현립 대학
- 2004년 효고 현립 대학 발족. 고베(神戶)캠퍼스, 대학원 응용정보과학 연구과를 신설.

## 캠퍼스

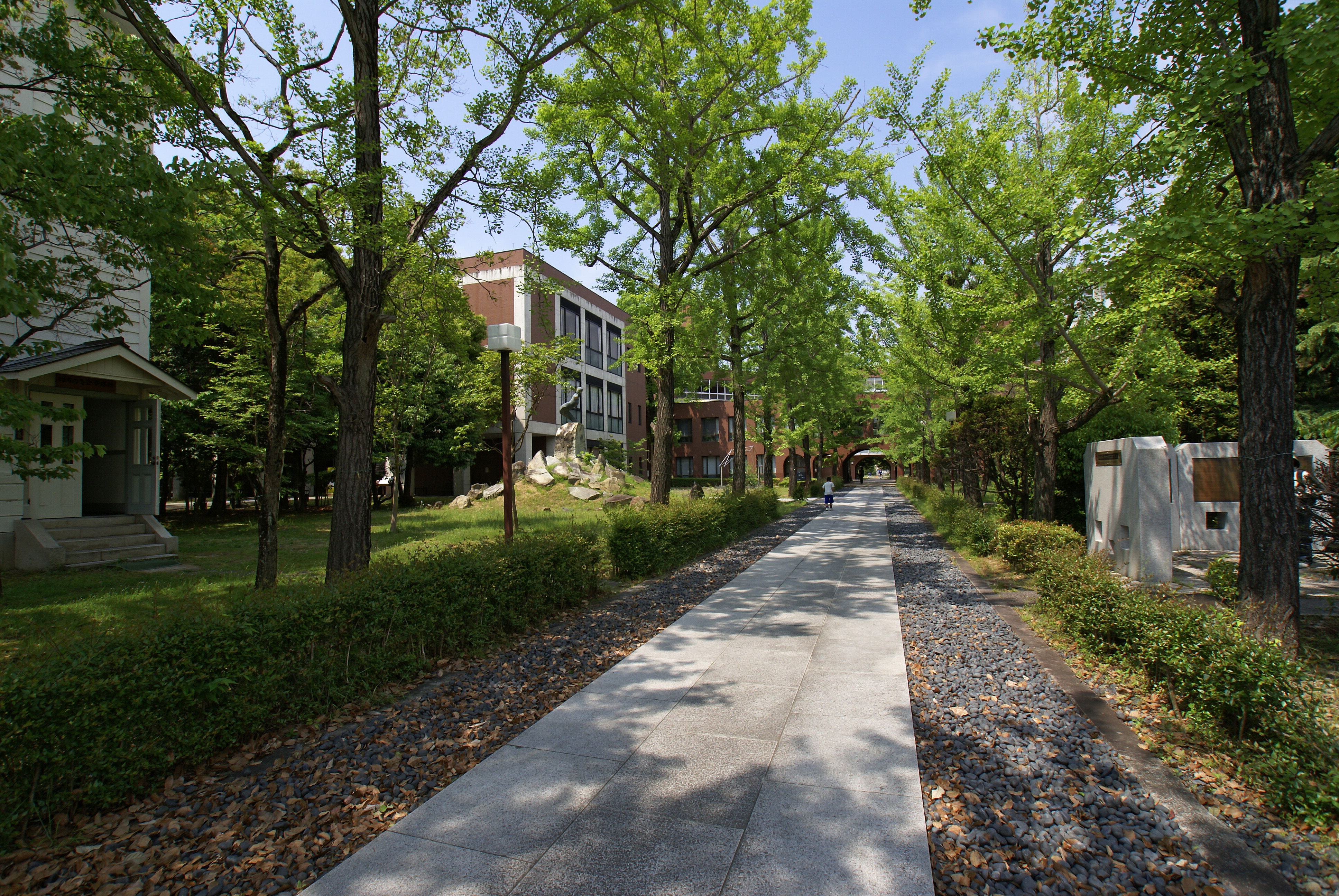
히메지 신자이케 캠퍼스

- 고베(神戶) 캠퍼스: 대학본부, 대학원 응용정보과학 연구과 캠퍼스.
- 효고현 고베시 주오 구(中央區) 히가시 가와사키 초(東川崎町) 1-3-3.
- 고베 학원도시(神戶學園都市) 캠퍼스: 경제학부, 경영학부 캠퍼스.
- 효고 현 고베 시 니시 구(西區) 가쿠엔 니시마치(學園西町) 8-2-1.
- 히메지 쇼샤(姬路書寫) 캠퍼스: 공학부 캠퍼스.
- 효고 현 히메지시 쇼샤(書寫) 2167.
- 하리마 과학공원도시(播磨科學公園都市) 캠퍼스: 이학부 캠퍼스.
- 효고 현 아코군(赤穗郡) 가미고리정(上郡町) 고토(光都) 3-2-1.
- 히메지 신자이케(姬路新在家) 캠퍼스: 환경 인간학부 캠퍼스.
- 효고 현 히메지시 신자이케 혼초(新在家本町) 1-1-12.
- 아카시(明石) 캠퍼스: 간호학부 캠퍼스.
- 효고 현 아카시시(明石市) 기타오지 초(北王子町) 13-71.

## 조직

### 학부
- 경제학부
  - 국제경제학과
  - 응용경제학과
- 경영학부
  - 조직경영학과
  - 사업창조학과
- 공학부
  - 전자 정보 전기 공학과
  - 기계 시스템 공학과
  - 응용물질과학과
- 이학부
  - 물질과학과
  - 생명과학과
- 환경 인간학부
  - 환경 인간학과
- 간호학부
  - 간호학과

### 대학원
- 고베 학원도시 캠퍼스:
  - 경제학 연구과
  - 경영학 연구과
  - 회계 연구과: 전문직 대학원
- 히메지 쇼샤 캠퍼스:
  - 공학 연구과
- 하리마 과학공원도시 캠퍼스:
  - 물질 이학 연구과
  - 생명 이학 연구과
- 히메지 신자이케 캠퍼스:
  - 환경 인간학 연구과
- 아카시 캠퍼스:
  - 간호학 연구과
- 고베 캠퍼스:
  - 응용정보과학 연구과

### 부속 기관
- 경제경영 연구소
- 고도 산업과학기술 연구소
- 자연/환경과학 연구소
- 지역 케어(care) 개발 연구소